# (5834) 1992 SZ14
1992 أس زد 14 (ويعرف أيضًا باسم (5834) 1992 أس زد 14 وفق تسمية الكوكب الصغير) (بالإنجليزية: 1992 SZ14)‏ هو كويكب ضمن حزام الكويكبات؛ وترتيبه 5834 من حيث الاكتشاف.
اكتُشف هذا الجُرم الفلكي بواسطة سيجي أويدا في 28 سبتمبر 1992.

## وصلات خارجية
- (5834) 1992 SZ14 في قاعدة بيانات مختبر الدفع النفاث لأجرام النظام الشمسي الصغيرة

- الاكتشاف · مخطط المدار ·  العناصر المدارية · المعلمات المادية

- (5834) 1992 SZ14 على موقع ويكي سكاي: DSS2, SDSS, GALEX, IRAS, Hydrogen α, X-Ray, Astrophoto, Sky Map, Articles and images